# Курське водосховище
Курське водосховище (Курчатовське водосховище) — непроточне водосховище в Курчатівському районі Курської області Росії.
Розташоване в м. Курчатове Курської області, у заплавній зоні лівобережжя річки Сейм, за 40 км від м. Курська. Використовується насамперед для забезпечення роботи місцевої атомної електростанції — для охолодження реакторів першої та другої черг найбільшого в галузі генератора електроенергії, який працює на принципі ядерної реакції.

## Характеристика
Створено та пущено в експлуатацію у 1976–1977 роках. При цьому річка Сейм була відведена від водоймища штучним каналом. Рівень води у водоймі підтримується за допомогою спеціальної насосної станції. Повний проєктний об'єм водосховища 94600000 м ³, площа водного дзеркала — 21,5 км ², довжина — 8,7 км, максимальна ширина — 3,5 км, середня глибина — 4 м. Розташоване на висоті 153,3 метра над рівнем моря.
За станом водосховища як найважливішого елемента технологічного ланцюжка виробництва електроенергії шляхом ядерної реакції спостерігає спеціальний підрозділ електростанції — гідротехнічний цех Курської АЕС. Фахівці стежать за показниками температури, обсягу та якості води, а також якості та кількості біомаси, вживають заходів щодо стабілізації їх балансу. У спекотні літні дні відносно невелике водосховище небезпечно нагрівається, внаслідок чого масово гине великий органічний шар, створюючи додаткове навантаження на системи охолодження реакторів. Управління параметрами водосховища таким чином стає найважливішою частиною системи безпеки Курської АЕС.
У зимову пору року вода у водосховищі частково замерзає лише у сильний мороз, створюючи сприятливі умови для існування та розмноження місцевої фауни та флори. Водойма стала місцем для гніздування або зимівлі більш ніж ста видів водоплавних птахів; серед них — лебеді-кликуни, крижені, очеретяниці, качки, лиски, гагари; є й рідкісні види, наприклад, вусаті синиці, деякі види крачок.
у водах водосховища водяться плітка, йорж, щука, густера, судак, лящ, карась, краснопірка, верховодка, ялець. Також, для боротьби з придонною органікою, у водоймище було запущено екзотичні для цих місць тиляпія, чорний і білий амур, товстолобик, короп.
Фітопланктон представляють 363 види: діатомових — 128, зелених — 156, синьо-зелених — 54, евгленових — 15, пірофітових — 6, золотистих — 2, жовто-зелених — 2 види. У той самий час вища водна рослинність представлена очеретом, рогозом, рдесниками, водоперицею.
Екосистема Курчатівського водосховища, що склалася, при цьому, знаходиться під зростаючим тиском антропогенних факторів. Найбільш шкідливим з них є наявність стічних побутових та господарських вод, що призводить до скорочення видового розмаїття, появи та розмноження інвазивних рослин, таких як ниткові водорості та роголісник. Також шкодить водоймищу неорганізоване використання жителями прибережної зони.
Курчатівське водосховище — одне з найбільших водойм Курської області. Водоєм, що створювався як необхідний елемент охолодження в технологічному ланцюжку при виробництві електроенергії, згодом став і необхідним елементом міського середовища, улюбленим місцем риболовлі та відпочинку жителів міста Курчатова та їх гостей.